# Henri-Montan Berton

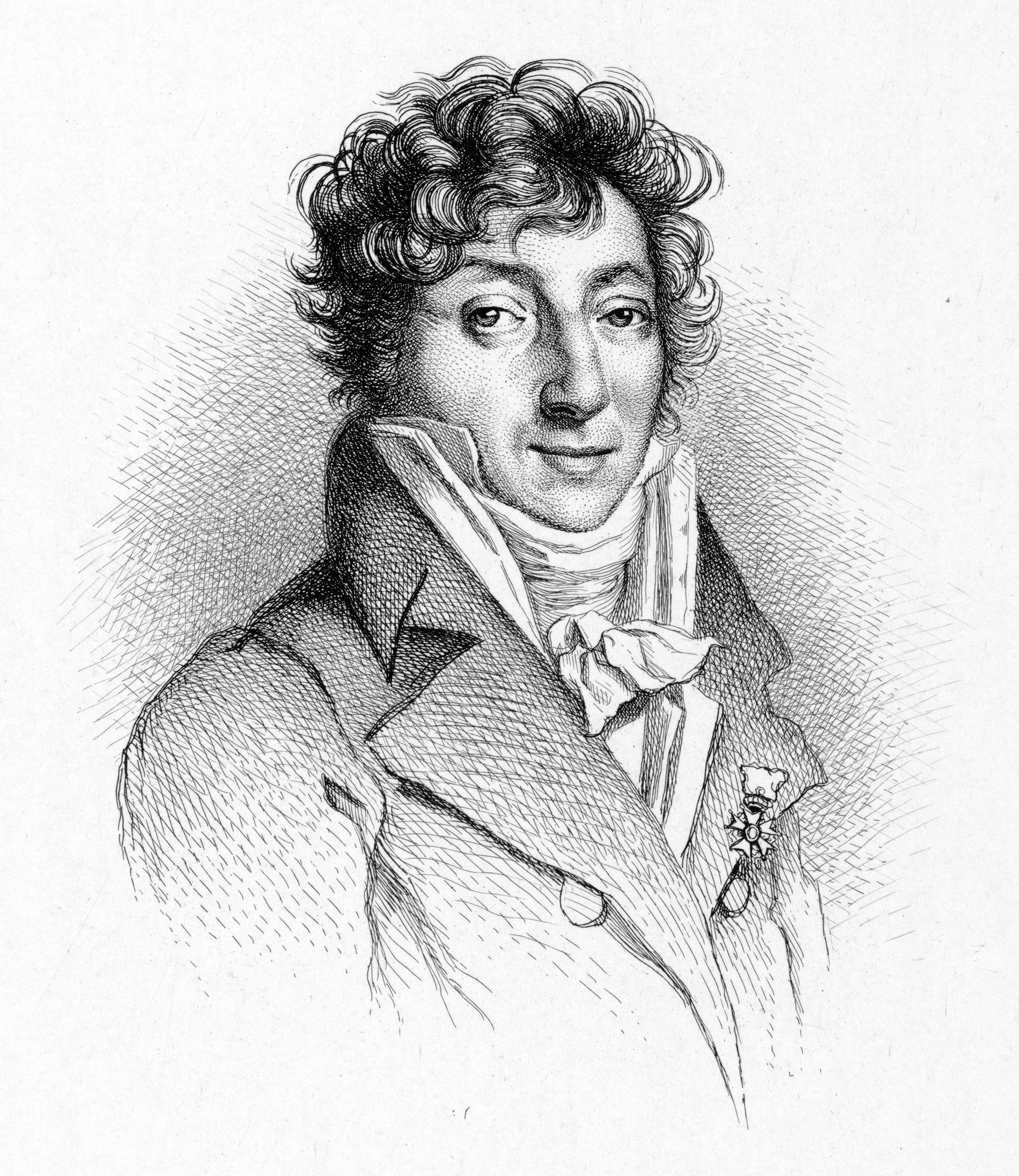
H.-M. Berton (Masson, Deblois & Massard 1868)

Henri-Montan Berton (17 settembre 1767 – 22 aprile 1844) è stato un compositore e scrittore francese noto soprattutto come compositore di opere per il Théâtre national de l'Opéra-Comique.

## Biografia
Henri-Montan Berton era figlio di Pierre Montan Berton. È principalmente ricordato come compositore di opere, la maggior parte delle quali furono rappresentate per la prima volta al Théâtre national de l'Opéra-Comique. Cavalcando un'ondata di anticlericalismo sorto al tempo della rivoluzione francese, il suo primo vero successo fu con Les rigueurs du cloître (23 agosto 1790), "in cui una giovane suora viene salvata dalla sepoltura per mano di una madre superiora corrotta". Il lavoro è stato descritto come la prima opera di salvataggio. Le sue opere successive più importanti sono: Montano et Stéphanie (15 aprile 1799), Le délire (7 dicembre 1799), e La Romance (26 gennaio 1804). Uno dei suoi più grandi successi fu Aline, reine de Golconde (3 settembre 1803), che fu eseguito a livello internazionale. Più tardi nella sua carriera si cimentò con la tragedia con Virginie, presentata in primae secuzione all'Opéra national de Paris al Salle Le Peletier l'11 giugno 1823, ed ebbe un totale di 39 rappresentazioni. Il suo più grande successo fu Les deux mousqetaires, rappresentato in prima esecuzione dall'Opéra-Comique alla Salle Feydeau il 22 dicembre 1824 e continuò ad essere eseguito ogni anno fino al 1834, ricevendo un totale di 117 rappresentazioni.
Fu direttore musicale del Théâtre de l'Impératrice dal 1807 al 1810 e il maestro di coro dell'Opera di Parigi dal 1810 al 1815. Dopo la morte di Étienne Nicolas Méhul, il 18 ottobre 1817, Berton fu designato ad assumere la classe di composizione di Méhul al Conservatoire national supérieur de musique et de danse de Paris il 1º gennaio 1818, e continuò ad insegnarci fino alla sua morte avvenuta nel 1844. Tra i suoi allievi vi furono François Bazin, Bernhard Henrik Crusell, Benoit Tranquille Berbiguier e Louis-Barthélémy Pradher.
Seguendo la tradizione di famiglia, suo figlio, Henri François Berton fu anche lui un compositore, e diverse sue opere vennero rappresentate all'Opéra-Comique.